# Puyo Puyo (jeu vidéo)
Puyo Puyo (ぷよぷよ) est un jeu vidéo de puzzle de la série Puyo Puyo, dérivé de Columns, développé par Compile, sorti en 1991 sur MSX2 et Famicom Disk System. Sega commercialise une version sur borne d'arcade en 1992, qui devient le jeu le plus populaire au Japon en Arcade avant l'arrivée de Street Fighter 2[réf. nécessaire]. Cette version est adaptée sur divers systèmes familiaux.
Les personnages de ce jeu, sont ceux d'un donjon RPG du même développeur, Madou Monogatari (en), qui n'est jamais sorti du Japon.
Le succès du jeu engendre une flopée de suites. Il inspire aussi d'autres séries au point qu'on rencontre parfois le terme « Puyo Puyo-like ». Une suite sort sous le nom Puyo Puyo 2.

## Système de jeu
Le joueur dispose de pièces composées de 2 puyos (blobs, gouttes ou haricots) dont les couleurs respectives sont aléatoires. Il est possible de faire tourner les pièces sur elles-mêmes et de les déplacer latéralement. Les puyos se collent (verticalement ou horizontalement) entre eux s'ils sont de la même couleur. Il faut en assembler au moins 4 pour qu'ils disparaissent. Le jeu respecte les lois de la pesanteur : les blocs qui ne reposent plus sur rien tombent. Cet élément de gameplay permet notamment de faire disparaître d'affilée plusieurs groupes de blocs (enchaînements ou combos), ce qui rapporte bien plus en score. Comme dans Tetris, le jeu s'accélère petit à petit, jusqu'à ce que le joueur perde quand les pièces viennent à déborder en haut de l'écran.
À la différence de ses ancêtres (Tetris, Columns) le jeu prend tout son intérêt en mode duel. Il est en effet possible de jouer à deux ou contre une intelligence artificielle. L'intérêt de ces modes de jeu est que plus les enchaînements effectués par le joueur sont longs, plus l'adversaire reçoit des blocs gris (ou ojyama puyos qui signifie littéralement puyos encombrants ou ennuyeux) qui viennent s'empiler sur ses propres lignes. Il suffit de rapidement préparer un enchaînement pour que l'opposant soit submergé par une vague de puyos.
À l'occasion des 15 ans de Puyo Puyo, Sega offre la démo de la version PC (en japonais) gratuitement.

## Versions
La version Super Famicom, éditée par Banpresto, sort le 10 décembre 1993 au japon sous le titre Super Puyo Puyo (す〜ぱ〜 ぷよぷよ Sūpā Puyo Puyo). Afin de mieux faire connaitre le jeu hors Japon, il est décidé de l'adapter en l'intégrant dans un univers déjà bien connu des joueurs, celui de Kirby. Il sort ainsi sur la version européenne de la console (Super Nintendo) le 1er février 1995 sous le nom de Kirby's Ghost Trap, et le 25 avril de la même année sur le marché américain, sous le nom de Kirby's Avalanche.
La version PC-Engine sort le 22 avril 1994, seulement au Japon. Commercialisé sous le titre Puyo Puyo CD, le jeu est proposé au format Super CD-ROM².